# قومبانية لوقين
قرية قومبانية لوقين هي إحدى القرى التابعة لمركز كفر الدوار في محافظة البحيرة في جمهورية مصر العربية. حسب إحصاءات سنة 2006، بلغ إجمالي السكان في قومبانية لوقين 7294 نسمة، منهم 3646 رجل و3648 امرأة.